# Paranda
Paranda es una ciudad y  municipio situada en el distrito de Osmanabad en el estado de Maharashtra (India). Su población es de 18758 habitantes (2011). Se encuentra a 70 km de Osmanabad.

## Demografía
Según el censo de 2011 la población de Paranda era de 18758 habitantes, de los cuales 9665 eran hombres y 9093 eran mujeres. Paranda tiene una tasa media de alfabetización del 83,95%, inferior a la media estatal del 82,34%: la alfabetización masculina es del 88,45%, y la alfabetización femenina del 79,21%.